# Parobisium charlotteae
Parobisium charlotteae es una especie de arácnido del orden Pseudoscorpionida de la familia Neobisiidae.

## Distribución geográfica
Se encuentra en Oregón (Estados Unidos).